# 吉野ケ里公園駅
吉野ケ里公園駅（よしのがりこうえんえき）は、佐賀県神埼郡吉野ヶ里町吉田にある、九州旅客鉄道（JR九州）長崎本線の駅である。駅番号はJH05。

## 概要
旧三田川町及び吉野ヶ里町の中心駅で、駅名も開設当初は「三田川駅」（みたがわえき）を名乗っていたが、1980年代後半以降発掘が進んだ吉野ヶ里遺跡（吉野ヶ里歴史公園）の最寄駅となったことから、1993年に現駅名へ改称された。
普通列車のみ停車する駅であったが、2011年3月12日のダイヤ改正より特急「みどり・ハウステンボス」が吉野ヶ里歴史公園観光を目的に1往復停車するようになった。
佐賀インターナショナルバルーンフェスタや有田陶器市の開催期間中には快速列車が停車する。
なお、公式ウェブサイトや刊行物では「吉野ヶ里公園駅」「吉野ケ里公園駅」両方の表記がみられる。

## 歴史
- 1942年（昭和17年）9月30日：鉄道省の三田川信号場（みたがわしんごうじょう）として開設[2]。
- 1943年（昭和18年）12月1日：三田川駅（みたがわえき）として旅客取扱開始[2]。
- 1974年（昭和49年）3月5日：業務委託駅化[6][7]。
- 1976年（昭和51年）2月19日：貨物取扱廃止[2]。
- 1984年（昭和59年）2月1日：荷物扱い廃止[2]。
- 1985年（昭和60年）1月20日：一旦無人駅となる[8]。
- 1987年（昭和62年）4月1日：国鉄分割民営化によりJR九州に移管[2]。
- 1993年（平成5年）10月1日：吉野ケ里公園駅（よしのがりこうえんえき）に改称[2]。
- 2000年（平成12年）3月1日：橋上駅舎化[9]。
- 2009年（平成21年）3月1日：ICカード「SUGOCA」の利用を開始[10]。
- 2011年（平成23年）3月12日：ダイヤ改正より特急「みどり・ハウステンボス」の一部列車が停車するようになる。
- 2022年（令和4年）3月11日：きっぷうりばの営業を終了[11]。

## 駅構造

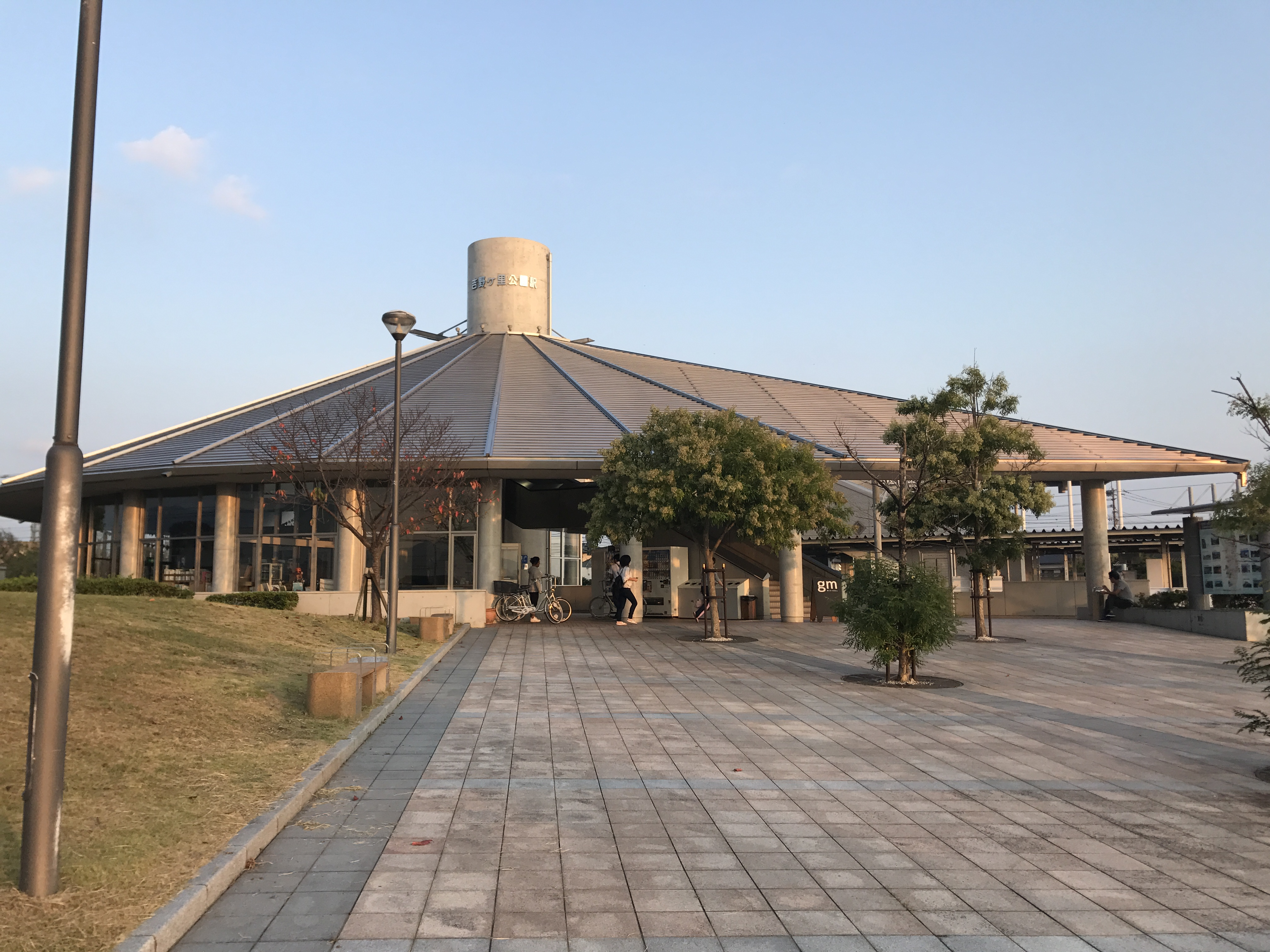
北口にある観光案内所（2017年10月）

単式ホーム1面1線と島式ホーム1面2線、計2面3線を有する地上駅で橋上駅舎を備える。ホームは817系電車に対応して2両分が嵩上げされており、段差無しで乗降可能。エレベータは改札内1基（島式ホームに連絡）、改札外に北口・南口各1基、計3基設置されている。単式ホームには設置されていないが、自動ドアが設置されており、身体障害者はインターホンで駅員を呼び出すことによりホームとホーム外を行き来可能。
JR九州サービスサポートが駅業務を受託する業務委託駅で、自動券売機が設置されている。SUGOCAの利用が可能であるが、カード販売は行わずチャージのみ取扱う。

### のりば
| のりば | 路線     | 方向 | 行先                           | 備考         |
| ------ | -------- | ---- | ------------------------------ | ------------ |
| 1      | 長崎本線 | 下り | 佐賀・江北・肥前鹿島・早岐方面 |              |
| 2      | 長崎本線 | 下り | 佐賀・江北・肥前鹿島・早岐方面 | 一部列車のみ |
| 2      | 長崎本線 | 上り | 鳥栖・博多方面                 | 一部列車のみ |
| 3      | 長崎本線 | 上り | 鳥栖・博多方面                 |              |

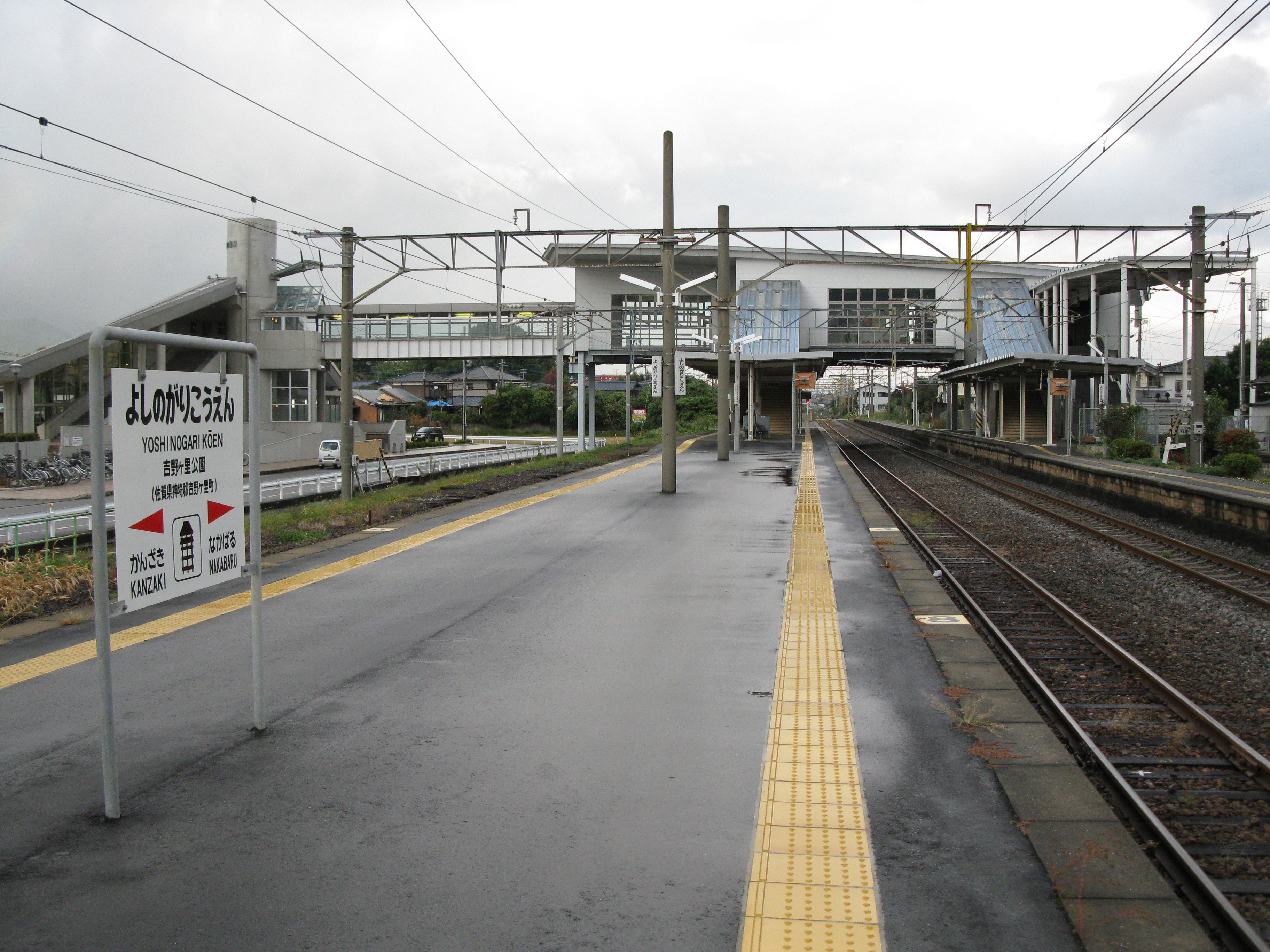
構内（2009年11月）
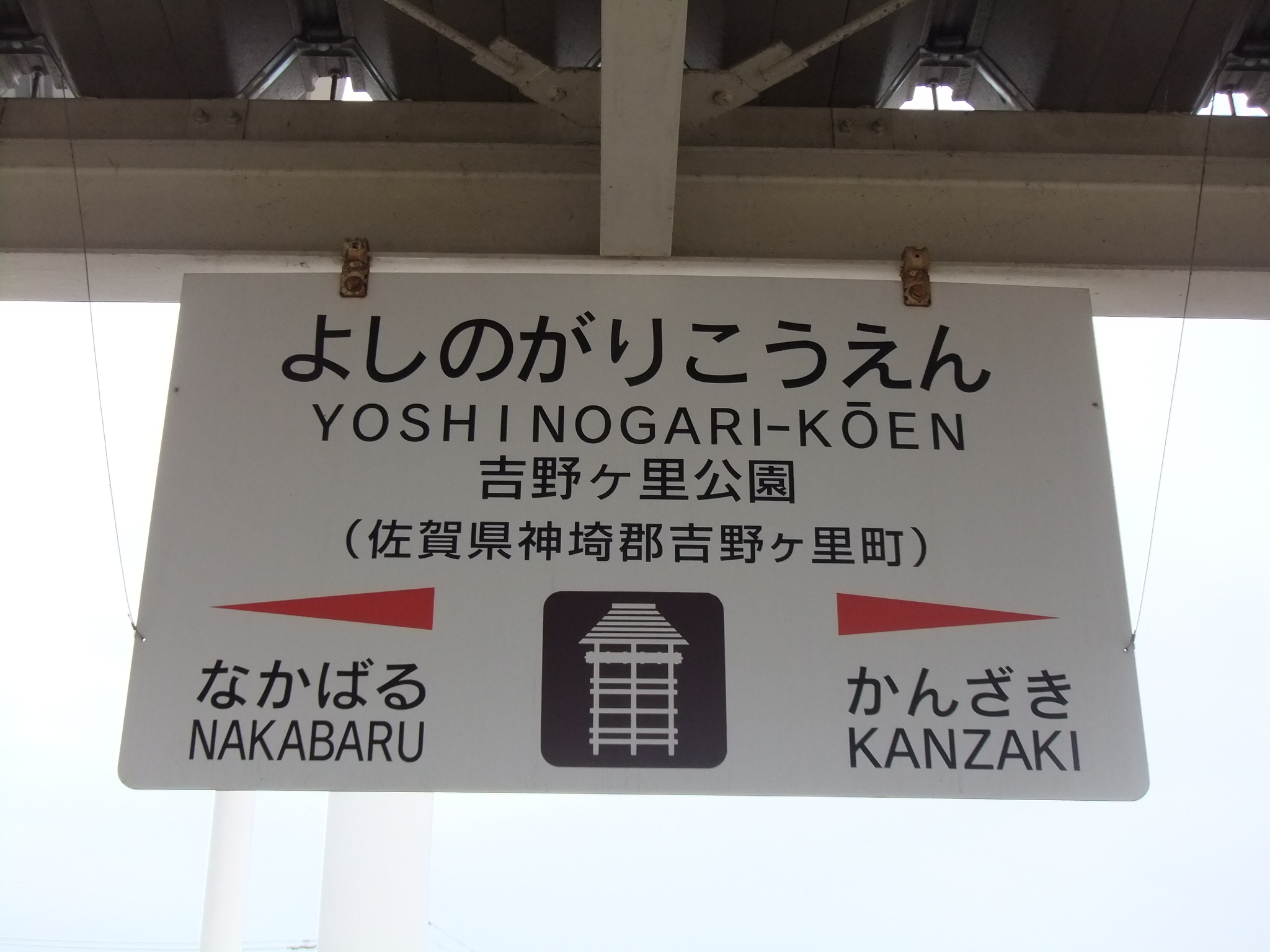
駅名標（2011年5月）

## 利用状況
2023年度の1日平均乗車人員は1,249人である。
| 年度   | 1日平均 乗車人員 |
| ------ | ---------------- |
| 2000年 | 1,119            |
| 2001年 | 1,084            |
| 2002年 | 1,065            |
| 2003年 | 1,063            |
| 2004年 | 1,065            |
| 2005年 | 1,075            |
| 2006年 | 1,096            |
| 2007年 | 1,096            |
| 2008年 | 1,130            |
| 2009年 | 1,172            |
| 2010年 | 1,192            |
| 2011年 | 1,204            |
|        |                  |
| 2017年 | 1,329            |
| 2018年 | 1,325            |
| 2019年 | 1,298            |
| 2020年 | 1,037            |
| 2021年 | 1,090            |
| 2022年 | 1,139            |
| 2023年 | 1,249            |

## 駅周辺
住宅が多いが、駅付近には商店が点在する。

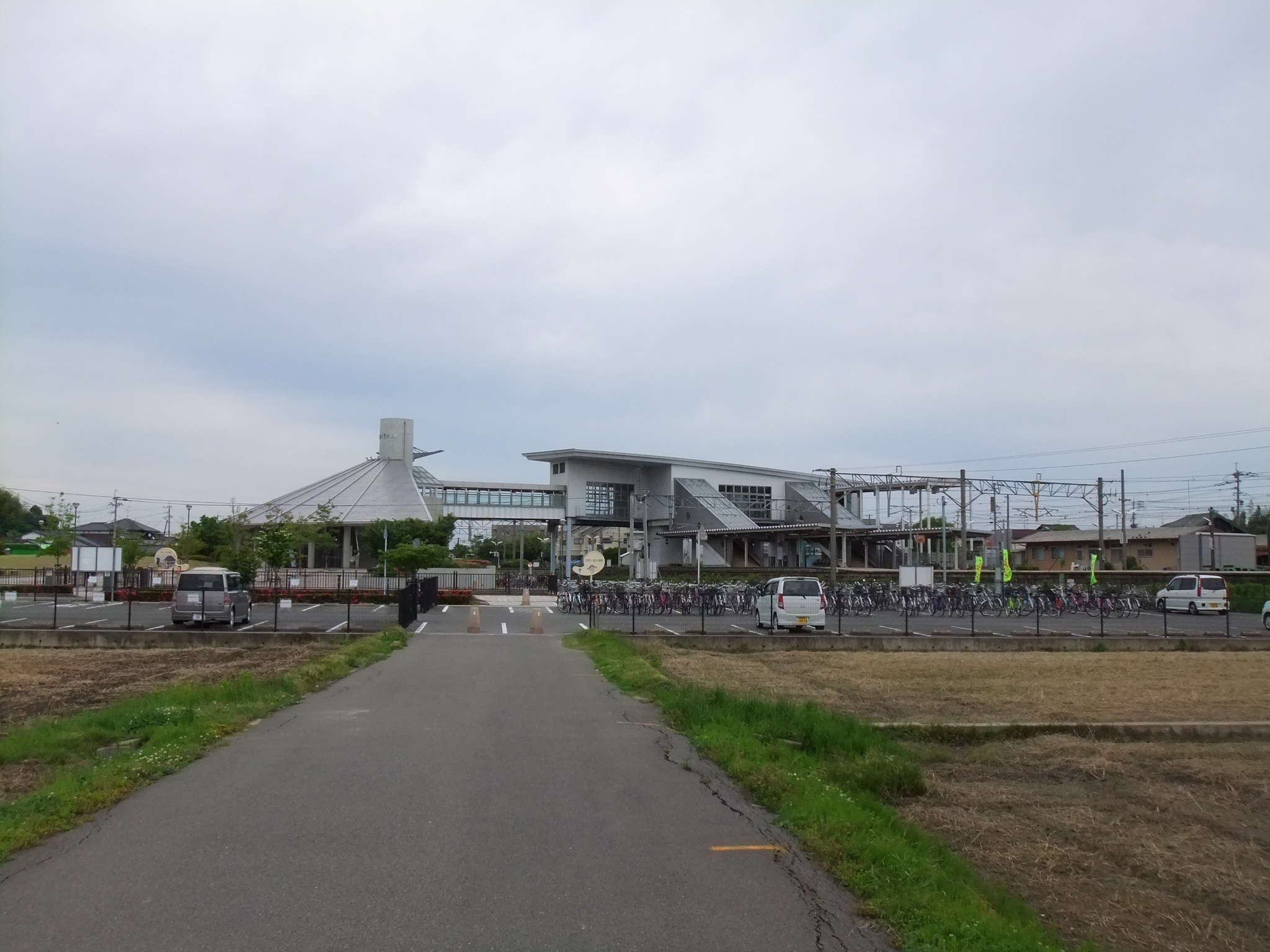
駅遠景（2011年5月）

- 吉野ヶ里歴史公園（吉野ヶ里遺跡・東ゲート）
- 吉野ヶ里町三田川庁舎
- 吉野ヶ里公園駅前簡易郵便局
- 陸上自衛隊目達原駐屯地
- ゴルフガーデン三田川 - ゴルフ練習場。
- 国道34号
- 国道385号
- 佐賀県道334号吉野ヶ里公園線
- 長崎街道

### バス路線
- 吉野ヶ里町コミュニティバス
  - 吉野ヶ里公園駅北口 - 北口ロータリー内
    - 三田川庁舎方面
    - 東脊振庁舎・きらら館・山茶花の湯・永山方面

  - 吉野ヶ里公園駅南口 - 南口ロータリー内
    - 三田川庁舎方面
    - 目達原郵便局・川原団地・松葉・東脊振庁舎・きらら館方面
- 西鉄バス
  - 三田川 - 南口より約200 m、国道34号線上
    - 神埼・佐賀方面
    - 目達原・久留米方面
    - 鳥栖方面

## 隣の駅
九州旅客鉄道（JR九州）
 長崎本線
- 特急「みどり」「ハウステンボス」一部停車駅

■区間快速（上りのみ運転）・■普通
中原駅 (JH04) - 吉野ケ里公園駅 (JH05) - 神埼駅 (JH06)